# Tang Can
Tang Can (chino simplificado: 汤 灿, chino tradicional: 汤 灿, pinyin: Tang; nacida el 12 de junio de 1975) es una cantante china.

## Biografía
Tang nació en Lichuan, provincia de Hubei en 1975, desde su infancia, ella desarrolló un gran interés por el canto y el baile. [1] [2] Se graduó del Conservatorio de Música de Wuhan. 
En 1996, se unió a la asociación de canto y danza de "Dongfang" (东方 歌舞团), se presentó en 1998 en la Gala de Año Nuevo de CCTV. En 1999, ella comenzó a aprender el arte de la música de Jin Tielin.
El 13 de septiembre de 2010, Tang se unió al Ejército de Liberación Naval Canción del Pueblo Chino y Danza.
En 2011, Tang se retiró de los escenarios, cuando algunas noticias decían que estaba implicada en casos de corrupción.